# Zaklików
Zaklików est une localité polonaise, siège de la gmina de Zaklików, située dans le powiat de Stalowa Wola en voïvodie des Basses-Carpates.